# スタンリー・オシティ
スタンリー・オシティ（Stanley Ocitti、1980年5月28日 - ）は、 ウガンダ出身のプロバスケットボール選手。ポジションはガードフォワード。

## 来歴
ビンガムトン大学からハンガリーのFalco KC-Szombathelyを経て、2008年12月に浜松・東三河フェニックスへ入団した。2009年5月の東京アパッチとのbjリーグ、イースタン・カンファレンス ファイナルでは、第4Qに1点差に迫る3ポイントシュートを決めたが、チームは84-89で敗れた。5月17日の大阪エヴェッサとの3位決定戦では、マイケル・ガーデナー、岡田慎吾とともに次々とシュートを決めて、チームは91-85で勝利した。
2011年、秋田ノーザンハピネッツと契約。秋田では創設2年目のチームの躍進を支えたが、2012年2月にチーム戦略に合わないと言うことで契約解除となった。
2013年12月、青森ワッツと契約。

## ウガンダ代表
2015年アフリカ選手権ではウガンダ代表として最長出場時間、最多得点、最多リバウンドを記録した。

## 記録
| シーズン         | チーム | GP | GS | MPG  | FG%  | 3P%  | FT%  | RPG | APG | SPG | BPG | TO  | PPG  |
| ---------------- | ------ | -- | -- | ---- | ---- | ---- | ---- | --- | --- | --- | --- | --- | ---- |
| bjリーグ 2008-09 | 浜松   | 37 | 37 | 26.5 | .386 | .308 | .621 | 7.9 | 1.5 | 1.3 | 0.5 | 0.9 | 9.6  |
| bjリーグ 2011-12 | 秋田   | 28 | 25 | 28.5 | .488 | .328 | .657 | 9.3 | 1.4 | 0.9 | 1.2 | 1.6 | 13.1 |
| bjリーグ 2013-14 | 青森   | 34 |    | 24.5 | .387 | .401 | .677 | 5.8 | 1.1 | 0.6 | 0.5 | 1.2 | 9.5  |